# Nemophora honei
Nemophora honei is een vlinder uit de familie van de langsprietmotten (Adelidae). De wetenschappelijke naam van de soort is voor het eerst geldig gepubliceerd in 1935 door Caradja & Meyrick.